# Amathusia gabriela
Amathusia gabriela är en fjärilsart som beskrevs av Hans Fruhstorfer 1905. Amathusia gabriela ingår i släktet Amathusia och familjen praktfjärilar. Inga underarter finns listade i Catalogue of Life.